# Infinity (Megumi Hayashibara)
Infinity (scritto 〜infinity〜∞) è un brano musicale di Megumi Hayashibara, scritto da Sato Hidetoshi, Soeta Keiji e dalla stessa Hayashibara, e pubblicato come singolo il 24 aprile 1998 dalla Starchild Records. Il brano è stato incluso nell'album della Hayashibara Vintage S. Il singolo raggiunse l'ottava posizione della classifica settimanale Oricon, e rimase in classifica per nove settimane, vendendo 142 000 copie. ~Infinity~ è stato utilizzato come sigla d'apertura della serie televisiva anime Lost Universe, in cui la Hayashibara doppia il personaggio di Canal Vorfeed, protagonista della serie, mentre il lato B del singolo EXTRICATION, è stato utilizzato come sigla di chiusura.

## Tracce
CD singolo KIDA-158
1. 〜infinity〜∞ - 4:25
2. EXTRICATION (おやすみなさい明日はおはよう) - 5:13
3. 〜infinity〜∞ (Off Vocal Version) - 4:25
4. EXTRICATION (Off Vocal Version) - 5:13

Durata totale: 19:18

## Classifiche
| Classifica (1998)                        | Posizione più alta |
| ---------------------------------------- | ------------------ |
| Giappone (Classifica settimanale Oricon) | 8                  |